# ベルガルド包囲戦 (1793年)
ベルガルド包囲戦（ベルガルドほういせん、フランス語: Siège de Bellegarde）は、フランス革命戦争中の1793年5月23日から6月24日にかけて、アントニオ・リカルドス率いるスペイン軍がボワブリューレ大佐率いるベルガルド砦のフランス駐留軍を降伏させた戦闘。この包囲戦はピレネー戦争の一部として行われ、ベルガルド砦を得たスペインはピレネー山脈の重要な通り道を支配することができた。ベルガルド砦は山上にあってフランス・スペイン辺境のル・ペルテュを見下ろしていた。

## 背景
1678年以降、フランス王ルイ14世はセバスティアン・ル・プレストル・ド・ヴォーバンの図面に基づいて石造のベルガルド砦を建設した。ベルガルド砦は高さ305mのペルテュ峠を守る位置にあり、ペルテュ峠はピレネー東部における、スペインからフランスへの通り道のうち最も重要な道だった。ヴォーバンが「この地を見下ろす場所はない」と述べたように、ベルガルド砦は近くで標高の最も高い場所にある。
スペインが1793年4月中旬にフランス第一共和政に宣戦布告すると、陸軍総司令官のアントニオ・リカルドスは戦略上の問題に直面した。ベルガルド砦がフランスへの主要道路を支配している以上、リカルドスはベルガルド砦を包囲、占領しなければその主要道路を補給路として使えなかった。そのため、リカルドスは兵士4,500人を率いてピレネー山脈を南西20kmのところで越え、サン＝ローラン＝ド＝セルダンで下山した。リカルドスはフランスの守備軍400人を追い払った後、残りの軍勢4,400人でテック川沿岸のセレにいたフランス軍と戦った。フランス軍は正規軍800人と国民衛兵1,000人で大砲4門を有していたが、混乱に陥って逃走した。フランス軍はスペイン軍のマスケット銃撃で100から200人を失ったほか、テック川を泳いで渡ろうとした人のうち約200人が溺死した。リカルドスの軍勢は負傷者17人を出しただけだった。リカルドスはボワブリューレの軍勢がスペインの補給部隊を襲撃できないようベルガルド砦近くに派遣軍を配置した。
セレを奪取したことで、リカルドスは自軍をベルガルド砦の後ろに配置した。増援を受けた後、彼は更に北東、トロイヤ近くまで進軍した。リカルドスのスペイン軍7千はここでルイ＝シャルル・ド・フレール少将率いるフランスの東ピレネー軍に遭遇した。5月19日に生起したマ・デウの戦いにおいて、リカルドスはド・フレールに勝利、ド・フレールの軍勢は戦死150、負傷280、大砲3門、弾薬車6台の損害を出した。スペインは戦死者が34人だった。士気が低下したフランス兵は北の首府ペルピニャンへ撤退したが、国民衛兵の1個大隊が反乱を起こして解体された。リカルドスは追撃せず、バルセロナとの補給路を支配したベルガルド砦の包囲に専念した。

## 包囲戦

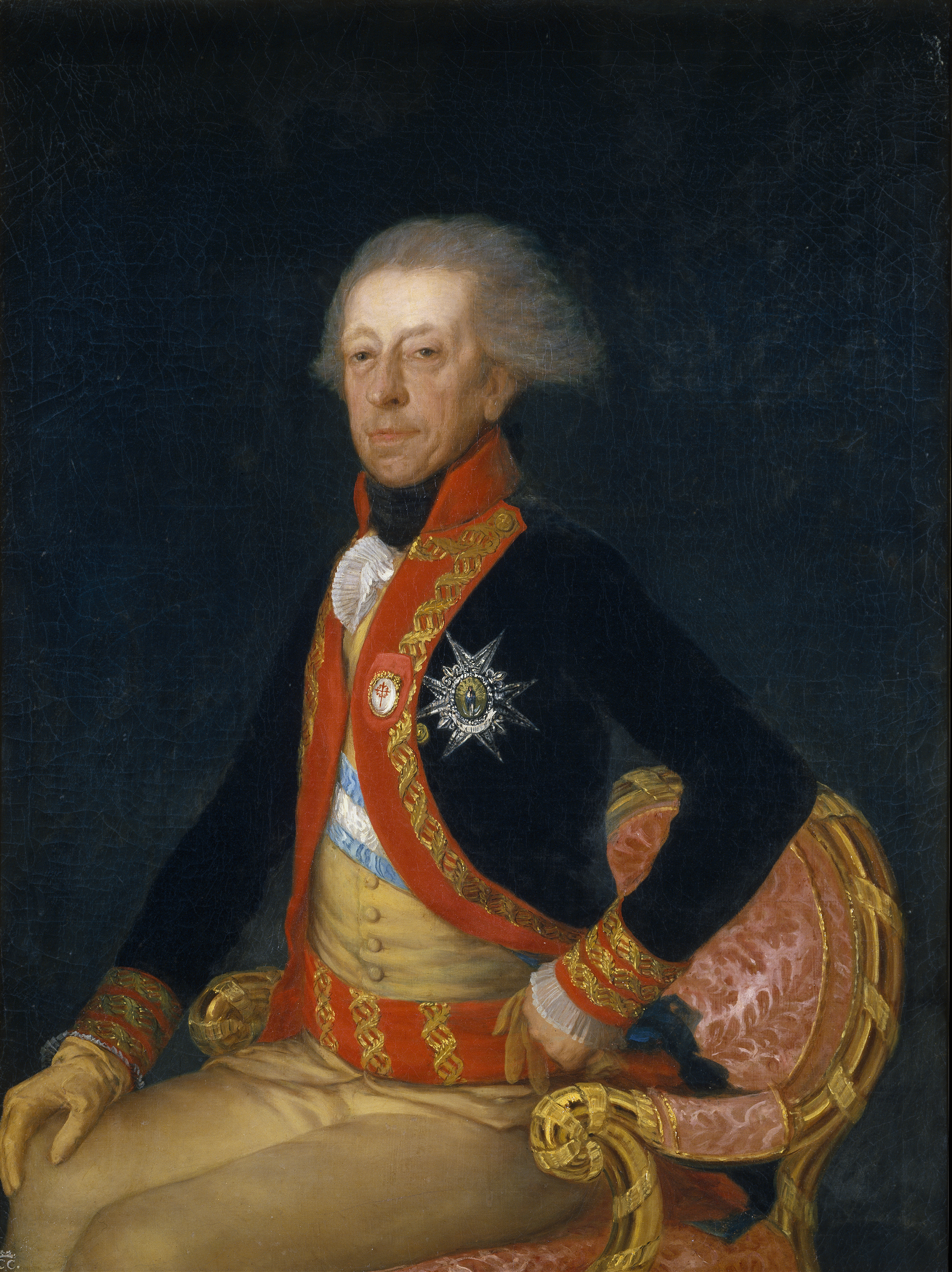
アントニオ・リカルドス、1793年頃。

包囲戦は5月23日に始まった。フランスの駐留軍は少なくとも大砲41門と臼砲7門を有していた。スペイン軍の兵士6千と大砲34門はまず北側にある外堡2箇所への攻撃に集中した。フランス亡命軍のヴァレスピア大隊（Vallespir）はスペイン軍とともに戦った。リカルドスは5月30日までにレ・バン要塞（Fort les Bains）から1,200ペースのところに設置された砲台に大砲16門を配備した。6月3日、砲撃ののちフランス軍350人の守る外堡が降伏した。2日後、ド・ラ・ギャルド要塞（Fort de la Garde）は水源を切断されて降伏、フランス軍200人が捕虜になった。包囲戦の最中、フランス軍3,350人が輸送部隊を要塞に護送しようとしたが、5月29日に追い返された。
その後数週間、スペイン軍は城壁に穴があけられるまで砲撃を続けた。この時点ではフランス軍の大砲50門のうち42門が降ろされていた。強襲の危機がある上、守備もままならなかったためボワブリューレは6月24日に降伏、残りの駐留軍は捕虜になった。フランス軍の損害は戦死30、負傷56、捕虜1,450だった。スペイン軍の損害は不明だった。

## 結果
ベルガルド砦を確保したことで、スペイン軍はペルテュ峠を補給路として使えるようになった。リカルドスはルシヨンの首府ペルピニャンに進撃したが、1793年7月17日のペルピニャンの戦いで敗北した。ド・フレール率いるフランス軍1万2千の損害は死傷者800人、脱走者600人、大砲1門であり、スペイン軍の損害は約1千人だった。ド・フレールはリカルドスがベルガルド砦を包囲している間に新しく徴兵された兵士を訓練して、ペルピニャンで野戦築城を行った。フランス軍は9月17日のペレトルテの戦いで再びスペイン軍に勝利したが、その5日後のトロイヤの戦いではスペイン軍が勝利した。